# Paul Ströbele
Paul Ströbele (* 18. Januar 1944 in München) ist ein promovierter deutscher Jurist.

## Werdegang
Ströbele war nach dem Ersten Staatsexamen 1968 zunächst Mitarbeiter am Institut für gewerblichen
Rechtsschutz  und  Urheberrecht  der  Ludwig-Maximilians-Universität München. Sodann trat er als wissenschaftlicher Mitarbeiter in das damalige Max-Planck-Institut  für  ausländisches  und  internationales  Patent-, Urheber- und Wettbewerbsrecht in München ein. Von 1973 bis 1984 war er am Deutschen Patentamt tätig, zuletzt als Leiter der Warenzeichenabteilung. 1984 wechselte er als Richter an das Bundespatentgericht, an dem er 1994 zum Vorsitzenden Richter ernannt wurde. 2009 trat er in den Ruhestand. In den Jahren 1993 und 1994 gehörte er der Arbeitsgruppe »Reform des Markenrechts« an.
Ströbele ist Mitglied der Deutschen Vereinigung für gewerblichen Rechtsschutz und Urheberrecht und lebt in Gauting.

## Würdigung
- Franz Hacker, Frederik Thiering (Hrsg.): Festschrift für Paul Ströbele. Carl Heymanns Verlag, Köln 2019, ISBN 978-3-452-29244-5

## Veröffentlichungen
Von Ströbeles zahlreichen Veröffentlichungen ist insbesondere der von Werner Althammer begründete Kommentar zum Markenrecht (früher Warenzeichengesetz), an dem Ströbele seit der 5. Auflage mitarbeitet, ein Standardwerk.

### Veröffentlichungen von Paul Ströbele (Auswahl)
- Die Bindung der ordentlichen Gerichte an Entscheidungen der Patentbehörden. Dissertation. Köln 1975.
- Die firmenmäßige Benutzung im Rahmen des Benutzungszwangs für Warenzeichen. GRUR 1976, S. 126–129.
- Die Berücksichtigung des Freihaltungsbedürfnisses im zeichenrechtlichen Eintragungsverfahren. GRUR 1981, S. 706–716.
- Praktische Erfahrungen mit dem neuen Zeichenschutz für Dienstleistungsmarken. GRUR 1981, S. 771–782.
- Die Berücksichtigung des Freihaltungsbedürfnisses im zeichenrechtlichen Eintragungsverfahren. Der Markenartikel 1981, S. 37–50.
- Die Eintragung eines Zeichens kraft Verkehrsdurchsetzung nach § 4 Abs 3 WZG. Der Markenartikel 1984, S. 127–139.
- Voraussetzungen und Nachweis der Verkehrsdurchsetzung nach § 4 Abs 3 WZG. GRUR 1987, S. 75–82.
- Der Schutz von Kennzeichen internationaler zwischenstaatlicher Organisationen (§ 4 Abs 2 Nr 3a WZG). GRUR 1989, S. 84–88.
- Gedanken zum neuen Markenrecht. Der Markenartikel 1993, S. 219–221.
- Die Eintragungsfähgkeit neuer Markenformen. GRUR 1999, S. 1041 ff.
- Chiemsee – Aufbruch zu neuen Ufern? Wettbewerb in Recht und Praxis (WRP) 2000, S. 1028–1033.
- Probleme der markenrechtlichen Verwechslungsgefahr. 'Der Markenartikel 2001, S. 106–117.
- Absolute Eintragungshindernisse im Markenrecht. GRUR 2001, S. 658–667.
- Die rechtliche Bedeutung der Klasseneinteilung für die Verzeichnisse von Waren und Dienstleistungen angemeldeter Marken. Mitteilungen der deutschen Patentanwälte 2004, S. 249–254.
- Die strenge und vollständige Prüfung – Libertel und seine Umsetzung in Deutschland. GRUR 2005, S. 93–97.
- Vom Freihaltungsbedürfnis zum Allgemeininteresse im Markenrecht. In: Hans-Jürgen Ahrens, Joachim Bornkamm, Hans Peter Kunz Hallstein (Hrsg.): Festschrift für Eike Ullmann. juris GmbH, Saarbrücken 2006, ISBN 3-938756-10-1, S. 425–436.
- Keine Ruhe auf fremden Matratzen. 'Der Markenartikel 2006, S. 433–435.
- Der erforderliche Grad der Verkehrsdurchsetzung. GRUR 2008, S. 569–573.
- Zeiten der Bösgläubigkeit. Der Markenartikel 2010, S. 409–412.
- Unterscheidungskraft und markenmäßige Verwendungsmöglichkeit. Der Markenartikel 2012, S. 455–459.
- Paul Ströbele, Franz Hacker, Frederik Thiering: Markengesetz. 12. Auflage. 2018, Carl Heymanns Verlag Köln, ISBN 978-3-452-28553-9 (Mitautor und früherer Mitherausgeber des von Werner Althammer begründeten Werks)